# Valanga (film)
Valanga (Avalanche) è un film del 1978 diretto da Corey Allen.

## Trama
David Shelby è il classico uomo che "si è fatto da sé" e con il sogno personale di costruire una grande e attrezzata stazione sciistica, costituita anche da un lussuoso albergo e da impianti per pattinaggio. Superando gli ovvi impedimenti burocratici e paesaggistici, e abbattendo un gran numero di abeti, David realizza il suo sogno, sebbene un suo amico ecologo, Nick Thorne, lo metta continuamente in guardia sul fatto che il dissennato disboscamento abbia esposto la zona a un probabile pericolo di valanghe. Il giorno dopo l'inaugurazione, alla quale ha partecipato anche l'ex-moglie di David, Caroline, che in tale occasione si è scoperta attratta da Nick, un aereo da turismo sul quale si trova il socio di David va a schiantarsi contro una montagna; ciò causa una valanga che, poco a poco, diventa immensa e travolge sciatori e gitanti, uccidendone parecchi ed abbattendosi infine sull'albergo, di cui distruggerà un'intera ala. La madre di David, Florence, rimasta ferita nell'impatto, viene caricata su un'ambulanza, ma questa precipiterà da un ponte dopo aver sbandato a causa del ghiaccio, provocando la morte della donna e dell'autista. Si salveranno invece il campione di sci Bruce Scott, benché rimasto a lungo sepolto sotto un ammasso di neve, e il piccolo Jason. Alla fine David avvicina Caroline e si dichiara unico responsabile dell'accaduto.

## Produzione
Il film è stato girato in una stazione sciistica a Durango (Colorado). In scena con Mia Farrow e Rock Hudson nel bar della stazione si può ascoltare il tema del film Attenti a quella pazza Rolls Royce (Grand Theft Auto), un'altra produzione della New World. Il film è stato classificato fra "I 100 brutti film più divertenti mai realizzati" nel libro The Official Razzie Movie Guide, scritto da John Wilson, fondatore del noto premio «Golden Raspberry Award», conferito appunto ai film più "brutti" .
In Italia è stato distribuito dalla CIA-Star nel gennaio 1979, con doppiaggio a cura della C.D. Cooperativa Doppiatori.

## Tagline
- A winter wonderland becomes a nightmare of destruction (Un'incantevole località invernale diventa un incubo di distruzione)
- Six million tons of icy terror (Sei milioni di tonnellate di terrore ghiacciato)